# Políedre d'arestes uniformes
Un políedre d'arestes uniformes és aquell políedre que té la característica que en totes les seves arestes es reuneixen el mateix parell de cares.
Entre els políedres d'arestes uniformes figuren: 
- Tota la Família dels sòlids platònics: tetràedre, cub, octàedre, dodecàedre i icosaedre
- De la família dels políedres arquimedians: cuboctàedre i icosidodecàedre.
- De la família dels sòlids de Catalan: el dodecàedre ròmbic i el riacontàedre ròmbic.